# With These Hands (film)
Pour les articles homonymes, voir With These Hands.
Pour plus de détails, voir Fiche technique et Distribution.
With These Hands (littéralement « Avec ces mains ») est un film documentaire américain réalisé par Jack Arnold, sorti en 1950. 
Le film est nommé pour l'Oscar du meilleur film documentaire lors de la 23e cérémonie des Oscars, en 1951.
Le documentaire s'intéresse à l'évolution des conditions de travail des ouvrières qui confectionnaient des vêtements (International Ladies' Garment Workers' Union), de 1910 où les conditions étaient déplorables, jusqu'aux années 1950, où les conditions et les salaires étaient bien meilleurs grâce à la création et l'intervention des syndicats.

## Fiche technique
- Titre : With These Hands
- Réalisation :	Jack Arnold
- Scénario : Morton Wishengrad
- Photographie : Gerald Hirschfeld
- Montage : Charles R. Senf
- Musique : Morris Mamorsky
- Producteurs :	Jack Arnold, Lee Goodman
- Sociétés de production : International Ladies Garment Workers Union, Promotional Films Co.
- Sociétés de distribution : Distinguished Films Inc., Classic Pictures
- Pays de production :  États-Unis
- Langue : Anglais
- Format : Noir et blanc — 35 mm — 1,37:1 — Son : Mono
- Genre : Film documentaire, Film dramatique
- Durée : 52 minutes
- Date de sortie :
  - États-Unis : 15 juin 1950 (New York)

## Distribution
- Sam Levene : Alexander Brody
- Arlene Francis : Jenny Brody
- Joseph Wiseman : Mike Deleo

## Récompenses et distinctions

### Nominations
- 1951 : Oscar du meilleur film documentaire